# (15789) 1993 SC
(15789) 1993 SC ist ein großes transneptunisches Objekt, das bahndynamisch als Plutino eingestuft wird. Aufgrund seiner Größe gehört der Asteroid zu den Zwergplanetenkandidaten. 1993 SC war eines der ersten bekannten TNO und das zweite Plutino, das eine Asteroidennummer erhielt.

## Entdeckung
1993 SC wurde am 17. September 1993 von einem Astronomenteam, bestehend aus Iwan Williams, Alan Fitzsimmons und Donal O’Ceallaigh, mit dem 2,5-m-Isaac Newton-Spiegelteleskop am Roque-de-los-Muchachos-Observatorium auf der Kanareninsel La Palma entdeckt. Die Entdeckung wurde am 22. September 1993 bekanntgegeben, der Planetoid erhielt später von der IAU die Kleinplaneten-Nummer 15789.
Der Beobachtungsbogen des Planetoiden beginnt mit der offiziellen Entdeckungsbeobachtung am 17. September 1993. Seither wurde der Planetoid durch verschiedene erdbasierte Teleskope beobachtet. Im April 2017 lagen insgesamt 86 Beobachtungen über einen Zeitraum von 16 Jahren vor. Die bisher letzte Beobachtung wurde im September 2009 am Lowell-Observatorium (Arizona) durchgeführt. (Stand 25. März 2019)

## Eigenschaften

Animierte Umlaufbahnsimulation von 1993 SC.

### Umlaufbahn
1993 SC umkreist die Sonne in 247,50 Jahren auf einer leicht elliptischen Umlaufbahn zwischen 32,03 AE und 46,81 AE Abstand zu deren Zentrum. Die Bahnexzentrizität beträgt 0,187, die Bahn ist 5,15° gegenüber der Ekliptik geneigt. Derzeit ist der Planetoid 38,30 AE von der Sonne entfernt. Das Perihel durchlief er das letzte Mal 1970, der nächste Periheldurchlauf dürfte also im Jahre 2218 erfolgen.
Sowohl Marc Buie (DES) als auch das Minor Planet Center klassifizieren den Planetoiden als Plutino (2:3-Resonanz mit Neptun); letzteres führt ihn allgemein auch als Distant Object.

### Größe
Derzeit wird von einem Durchmesser von 328 km ausgegangen, basierend auf einem vergleichsweise tiefen Rückstrahlvermögen von 2,2 % und einer absoluten Helligkeit von 7,0 m. Ausgehend von diesem Durchmesser ergibt sich eine Gesamtoberfläche von etwa 340.000 km². Die scheinbare Helligkeit von 1993 SC beträgt 22,97 m.
Da es denkbar ist, dass sich 1993 SC aufgrund seiner Größe im hydrostatischen Gleichgewicht befindet und somit weitgehend rund sein könnte, erfüllt er möglicherweise die Kriterien für eine Einstufung als Zwergplanet. Mike Brown geht davon aus, dass es sich bei 1993 SC vielleicht um einen Zwergplaneten handelt; letzterer schätzt den Durchmesser des Planetoiden selbst auf 264 km, basierend auf einer Albedo von 4 % und einer absoluten Helligkeit von 7,2 m.
Der Planetoid zeigt ein rötliches Spektrum, dessen Absorptionsbanden starke Indizien für das Vorhandensein von Methaneis aufweisen.
| Jahr                                         | Abmessungen km     | Quelle              |
| -------------------------------------------- | ------------------ | ------------------- |
| 1997                                         | 240,0              | Tegler u. a.        |
| 2000                                         | 328,0 +58,0−66,0   | Thomas u. a.        |
| 2005                                         | 398,0 +108,0−171,0 | Grundy u. a.        |
| 2006                                         | 398,0 +110,0−171,0 | Cruikshank u. a.    |
| 2015                                         | 148,43             | LightCurve DataBase |
| 2018                                         | 264,0              | Brown               |
| Die präziseste Bestimmung ist fett markiert. |                    |                     |